# Papaoutai
„Papaoutai” – czternasty singel belgijskiego muzyka Stromae’a, który został wydany 13 maja 2013 roku przez Mercury Records. Pierwszy singel z albumu Racine carrée.

## Lista utworów
- Digital download, CD – singel promocyjny (13 maja 2013)[1][2]

1. „Papaoutai” – 3:51

- CD singel (11 września 2013)[3]

1. „Papaoutai” – 3:52
2. „Papaoutai” (Extended) – 6:19

## Teledysk
Teledysk do utworu został wyreżyserowany przez Rafa Reyntjensa oraz został wydany 6 czerwca 2013 roku. Reżyserem fotografii teledysku był Rik Zang, a reżyserem artystycznym był Yves Verstraeten.

## Notowania na listach sprzedaży
| Kraj/Region       | Lista (2013/2014/2015/2016) | Najwyższa pozycja | Certyfikat | Sprzedaż |
| ----------------- | --------------------------- | ----------------- | ---------- | -------- |
| Belgia (Walonia)  | Ultratop 50 Singles         | 1                 | 3×platyna  |          |
| Francja           | Top 200 Singles             | 1                 | diament    | 976 000  |
| Holandia          | Single Top 100              | 2                 | platyna    | 20 000+  |
| Belgia (Flandria) | Ultratop 50 Singles         | 3                 | [ c ]      |          |
| Austria           | Singles Top 75              | 3                 | 2×platyna  | 60 000   |
| Szwajcaria        | Singles Top 75              | 4                 | 2×platyna  | 60 000+  |
| Finlandia         | Top 20 Singles              | 4                 | –          |          |
| Niemcy            | Top 100 Singles             | 6                 | –          |          |
| Włochy            | Top 100 Singles             | 10                | 2×platyna  |          |
| Portugalia        | Singles Top 50              | 23                | –          |          |
| Hiszpania         | Top 50 Singles              | 36                | –          |          |
| Kanada            | Billboard Canadian Hot 100  | 70                | –          |          |

## Covery i alternatywne wersje utworu
Francuska piosenkarka Margaux Avril wykonała cover utworu, został wyreżyserowany także teledysk.
Holenderski zespół Cut_ przetłumaczył utwór na język angielski i wykonał cover. Do utworu został także wyreżyserowany teledysk. Cover był notowany na 86 miejscu francuskiej listy Top 200 Singles.